# Аполоза
Аполоза (итал. Apollosa) је насеље у Италији у округу Беневенто, региону Кампанија.
Према процени из 2011. у насељу је живело 1114 становника. Насеље се налази на надморској висини од 451 м.

## Становништво
Према резултатима пописа становништва 2011. у општини је живело 2.697 становника.
| 1931. | 1936. | 1951. | 1961. | 1971. | 1981. | 1991. | 2001. | 2011. |
| ----- | ----- | ----- | ----- | ----- | ----- | ----- | ----- | ----- |
| 2.907 | 3.265 | 3.595 | 3.025 | 2.487 | 2.307 | 2.563 | 2.750 | 2.697 |